# Komitet Praw Człowieka
Komitet Praw Człowieka (ang. Human Rights Committee) - organ kontrolny powołany na mocy artykułu 28 Międzynarodowego Paktu Praw Obywatelskich i Politycznych z 16 grudnia 1966 roku. Jego celem jest monitorowanie przestrzegania postanowień Paktu oraz jego dwóch Protokołów Fakultatywnych.

## Skład
Komitet składa się z 18 niezależnych ekspertów o wysokim poziomie moralnym i uznanej kompetencji w dziedzinie praw człowieka, przy czym wskazane jest (choć nie wymagane) by przynajmniej część z członków Komitetu miała doświadczenie prawnicze. Osoby te wybierane są w tajnym głosowaniu przez państwa, które ratyfikowały Międzynarodowy Pakt Praw Obywatelskich i Politycznych, spośród zgłoszonych przez siebie kandydatów.

## Kadencja
Kadencja członków Komitetu trwa 4 lata, przy czym połowa składu jest odnawiana co dwa lata. Możliwa jest reelekcja tej samej osoby.
Komitet zbiera się 3 razy w roku, na sesje trwające około 3 tygodni. W marcu odbywają się one w siedzibie głównej Organizacji Narodów Zjednoczonych w Nowym Jorku, w lipcu i listopadzie w siedzibie ONZ w Genewie. W razie potrzeby możliwe jest zwoływanie sesji nadzwyczajnych.

## Kompetencje i zadania
Obywatele państw-stron Paktu, które ratyfikowały dodatkowo Pierwszy Protokół Fakultatywny, mają możliwość składania do Komitetu skarg indywidualnych, dotyczących naruszenia postanowień Paktu. Polska ratyfikowała Protokół Fakultatywny w 1991 roku. Skarga do Komitetu może być złożona jedynie po wyczerpaniu krajowych środków odwoławczych, chyba że prowadziłoby to do nadmiernego przedłużania postępowania. Wniosek zostanie odrzucony jeśli sprawa jest rozpatrywana w innej międzynarodowej procedurze skargowej (np. przed Europejskim Trybunałem Praw Człowieka). Generalnie skargę powinna składać ofiara naruszenia praw przewidzianych w Pakcie. Po precedensowej sprawie Toonen p. Australii z 1994 roku, można próbować też składać tzw. actio popularis (skargę w interesie ogółu), czyli na hipotetyczne naruszenie swoich praw np. poprzez odbiegające od standardów Paktu prawodawstwo krajowe. Warunkiem dopuszczenia takiej skargi jest wykazanie, że samo istnienie pewnych rozwiązań prawnych w porządku danego państwa może wywierać określone (także pośrednie) skutki na sytuację osoby skarżącej.
Postępowanie przed Komitetem nie ma charakteru sądowego. Choć Komitet przy rozpatrywaniu skargi indywidualnej przypomina w swoim działaniu Trybunał, jego decyzje formalnie nie wiążą państwa-strony Paktu. Z uwagi na autorytet międzynarodowy tego organu przypadki nie realizowania jego rozstrzygnięć należą jednak do rzadkości.
Komitet może rozpatrywać także skargi państw-stron zarzucające innym państwom-stronom łamanie Paktu, zgodnie z art. 41 (skarga międzypaństwowa), jednak w praktyce państwa nie korzystają z tej możliwości.
Kolejną kompetencją Komitetu jest przyjmowanie i rozpatrywanie sprawozdań przedkładanych przez państwa-strony Paktu na temat ochrony praw człowieka na ich terytorium. Komitet, zgodnie z mechanizmem zawartym w Pakcie Praw Obywatelskich i Politycznych, uprawniony jest do przyjmowania i rozpatrywania sprawozdań dotyczących postępów, jakie państwa-strony Paktu dokonały w dziedzinie zawartych w Pakcie regulacji praw człowieka. Większość z państw zalega jednak ze składaniem sprawozdań, część z nich nie złożyła nawet pierwszego. W celu zdyscyplinowania państwa Komitet może jedynie wystosować do niego ponaglenie, ewentualnie opublikować jego nazwę na liście państw zalegających ze składaniem sprawozdań.
Oprócz tego Komitet wydaje tzw. Uwagi Ogólne (ang. General Comments) do poszczególnych artykułów Paktu, w których wskazuje jak artykuły te powinny być interpretowane przez państwa oraz w jaki sposób należy je realizować w ramach krajowych porządków prawnych.
Raz w roku Komitet składa sprawozdanie ze swojej działalności Zgromadzeniu Ogólnemu ONZ, za pośrednictwem Rady Gospodarczej i Społecznej ONZ.
W przerwie sesji Komitetu organizowane są też tzw. sesje alternatywne, umożliwiające szerszy dialog dotyczący praw człowieka. Uczestniczą w nich np. przedstawiciele OBWE, Rady Europy, czy organizacji pozarządowych. Możliwe jest także przyjmowanie tzw. sprawozdań alternatywnych, pochodzących najczęściej od NGO-sów, w wypadku niewywiązywania się państw z obowiązku składania sprawozdań. Takie "pozarządowe" sprawozdania, mimo że mogą być ogłaszane przez Komitet w corocznym sprawozdaniu, nie mają statusu równego sprawozdaniom rządowym.

## Różnica między Komitetem a Komisją Praw Człowieka
Komitet Praw Człowieka należy odróżnić od Komisji Praw Człowieka, która była organem pomocniczym Rady Gospodarczej i Społecznej ONZ i w 2006 została zastąpiona przez Radę Praw Człowieka. Formalnie Komitet nie jest organem ONZ (choć jest z nią funkcjonalnie powiązany), lecz organem traktatowym Międzynarodowego Paktu Praw Obywatelskich i Politycznych.